# Stella Adler
Stella Adler (New York, 10 febbraio 1901 – Los Angeles, 21 dicembre 1992) è stata un'attrice teatrale e insegnante statunitense, celebre per aver fondato e diretto lo Stella Adler Conservatory di New York.

## Biografia
Nata in una famiglia di attori teatrali del Teatro yiddish, il padre era il famoso attore Jacob Pavlovich Adler, iniziò a recitare giovanissima nella compagnia dei genitori. Appena diciottenne si trasferì con la famiglia a Londra dove conobbe il futuro marito Horace Eliashcheff, con il quale ebbe però un legame che durò brevemente.
Nei primi anni venti del Novecento debuttò a Broadway ed ebbe la fortuna di assistere all'unica tournée statunitense del regista e teorico del teatro russo Konstantin Sergeevič Stanislavskij. Profondamente colpita e affascinata dal metodo del regista, ebbe modo di studiarlo divenendo nel 1925 allieva dei due importatori del metodo in Usa: Richard Boleslawski e Maria Ouspenskaya. Entrata nel Group Theatre di Lee Strasberg, sposò uno dei fondatori, Harold Clurman, con il quale si recò a Parigi per incontrare il regista russo Stanislavskij per studiare approfonditamente le sue teorie e le sue tecniche.
Nel 1937 si trasferì a Hollywood ed iniziò la carriera cinematografica col nome di Stella Ardler, non trascurando i lavori teatrali con il Group Theatre e iniziando parallelamente l'attività di insegnamento della recitazione. Tale attività la portò a fondare, nel 1949, lo Stella Adler Conservatory di New York nel quale accoglierà come future celebrità nomi come Marlon Brando, Robert De Niro, Harvey Keitel e Melanie Griffith.
Separatasi da Clurman sposò poi il fisico e scrittore Mitchell A. Wilson.

## Riconoscimenti
Considerata tra le più importanti e innovatrici insegnanti di recitazione statunitensi del XX secolo, le è stata dedicata una stella nella Hollywood Walk of Fame.

## Filmografia

### Cinema
- Love on Toast, regia di Ewald André Dupont (1937)
- L'ombra dell'uomo ombra (Shadow of the Thin Man), regia di W. S. Van Dyke (1941)
- My Girl Tisa, regia di Elliott Nugent (1948)

### Televisione
- Stella Adler and the Actor - documentario (1964)
- Stella Adler: Awake and Dream! - documentario, regia di Merrill Brockway (1989)